# 包文婧
包文婧（英語：Bao Wen Jing，1987年7月10日—），中國大陆女演員，2017因參與真人秀节目《媽媽是超人第二季》而走紅。

## 簡歷
包文婧出生于辽宁省，于北京电影学院毕业，2008年出演喜劇《女人不坏》而正式进入娱乐圈。2010年，她擔任《今夜有戏》的助理主持，並開始從事更多主持工作；同年獲得擔任《最佳现场》主持人的機會。2017年，包文婧带着女兒餃子参加芒果TV的真人秀节目《媽媽是超人第二季》，节目播出後讓更多人留意她。

## 演出作品

### 電視劇
| 首播   | 剧名              | 角色   | 备注   |
| 2012年 | 《真愛謊言》      | 徐慧   |        |
| 2012年 | 《美人無淚》      | 阿那日 |        |
| 2013年 | 《笑傲江湖》      | 儀玉   |        |
| 2013年 | 《陸貞傳奇》      | 柳絮   |        |
| 2013年 | 《紫釵奇緣》      | 莫玥   |        |
| 2014年 | 《城市猎人》      | 陸少欣 |        |
| 2014年 | 《怪咖啡》        | 啟萱   | 網絡劇 |
| 2015年 | 《極品新娘》      | 白素蘭 |        |
| 2016年 | 《歡喜密探》      | 沈鈴兒 |        |
| 2017年 | 《特勤精英》      | 駱可可 |        |
| 2020年 | 《歡喜獵人》      | 雨薇   |        |
| 2020年 | 《刺》            | 刘涛   | 網絡劇 |
| 2021年 | 《理智派生活》    | 宋梓妍 |        |
| 2021年 | 《输赢》          | 肖芸   |        |
| 2024年 | 《猎冰》          | 叶阿兰 | 網絡劇 |
| 2024年 | 《破茧 (第二季)》 | 素莎薇 | 網絡劇 |
| 2024年 | 《二十一天》      | 林語陽 | 網絡劇 |
| 待播   | 《完美证据》      |        |        |

### 電影
| 年份   | 片名                         | 角色          | 備註     |
| 2008年 | 《女人不壞》                 | 護士          |          |
| 2011年 | 《畫壁》                     | 百合          |          |
| 2013年 | 《楊妮妮與李嬌嬌的雙重生活》 | 楊妮妮/李嬌嬌 |          |
| 2013年 | 《一路順瘋》                 | 大花          |          |
| 2015年 | 《左耳》                     | 琳            |          |
| 2016年 | 《陸垚知馬俐》               | 小薇          |          |
| 2018年 | 《暴走狂花》                 | 白若楠        | 網絡電影 |
| 2018年 | 《進擊的男孩》               | 馬瀾珊        |          |
| 2021年 | 《你好，李煥英》             | 趙豔華        |          |
| 2021年 | 《我们的新生活》             |               | 網絡電影 |
| 2021年 | 《以年为单位的恋爱》         |               |          |
| 2024年 | 《超意神探》                 | 楚希          |          |

### 综艺节目
- 2015年：《妈妈是超人第二季》
- 2019年：《我家那闺女》[6]
- 2019年：《妻子的浪漫旅行2》[7][8]

### 主持節目
- 2009年：《最佳現場》
- 2010年：《音樂風雲榜》

## 外部連結
- 包文婧的新浪微博